# Klaus Kinski
Klaus Kinski (18. oktober 1926 – 23. november 1991) var en tysk skuespiller. Han blev født som Nikolaus Günther Nakszynski i Zoppot, Fristaden Danzig (nu Sopot i Polen) og voksede op i Berlin.
Han var kendt som en mesterlig skuespiller, men også uhyre vanskelig at arbejde sammen med.
I 1999 lavede hans "gamle" instruktør, Werner Herzog, portrætfilmen "Mein liebster Feind – Klaus Kinski" (dansk titel: Min bedste fjende) der giver et billede af hvordan det var at arbejde sammen med ham.
I filmen portrætterer Herzog et kraftværk af et menneske, der blandt sine utallige vredersudbrud, også bliver rost for nævneværdige præstationer i film som Cobra Verde, Fitzcarraldo, Aguirre, den gale erobrer samt Woyzeck.
Som eksempel på Kinskis til tider voldsomme opførsel, beretter Herzog om en scene til filmen Aguirre, den gale erobrer, hvor Kinski i vildskab slår en statist i hovedet med et sværd ved fuld kraft. Statisten havde på tidspunktet hjelm på, men slaget efterlod ham blødende med en flænge i hovedet.

## Privatliv
Kinski var gift fire gange. I 1951 mødte han Gislinde Kühlbeck. Efter fødslen af deres datter Pola, blev de gift i 1952.
Fra 1955 til 1960 levede han i Wien. Derefter drog han tilbage til Berlin hvor han mødte den blot 20 årige Ruth Brigitte Tocki.
De blev gift i 1960, og herefter skilt i 1968, ud af dette ægteskab kom datteren Nastassja Kinski, der senere selv blev skuespiller.
Kinski medvirkede i over 150 film, mange af dem blot for at kunne finansiere sin ekstravagante livsstil.
Et liv der bestod af dyre biler, damer og deslige ifølge hans til tider tvivlsomme selvbiografi.

## Filmografi
- Min bedste uven (1999)
- Cobra Verde (1988)
- Commando Leopard (1985)
- Iscenesat (1984)
- Kodenavn: De vilde gæs (1984)
- Farligt bytte (1982)
- Besat af en drøm (1982)
- Love and money (1981)
- Fitzcarraldo (1981)
- Woyzeck (1979)
- Nosferatu - vampyren (1978)
- Jack the Ripper (1976)
- Jeg hedder stadig Nobody (1975)
- Shanghai Joe - Texas' jernnæve (1973)
- Aguirre, den gale erobrer (1972)
- Venus in Furs (1969)
- Den stumme hævner (1968)